# Communes de la ville métropolitaine de Naples
- Haut – A
- B
- C
- D
- E
- F
- G
- H
- I
- J
- K
- L
- M
- N
- O
- P
- Q
- R
- S
- T
- U
- V
- W
- X
- Y
- Z

## A
- Acerra
- Afragola
- Agerola
- Anacapri
- Arzano

## B
- Bacoli
- Barano d'Ischia
- Boscoreale
- Boscotrecase
- Brusciano

## C
- Caivano
- Calvizzano
- Camposano
- Capri
- Carbonara di Nola
- Cardito
- Casalnuovo di Napoli
- Casamarciano
- Casamicciola Terme
- Casandrino
- Casavatore
- Casola di Napoli
- Casoria
- Castellammare di Stabia
- Castello di Cisterna
- Cercola
- Cicciano
- Cimitile
- Comiziano
- Crispano

## E
- Ercolano

## F
- Forio
- Frattamaggiore
- Frattaminore

## G
- Giugliano in Campania
- Gragnano
- Grumo Nevano

## I
- Ischia

## L
- Lacco Ameno
- Lettere
- Liveri

## M
- Marano di Napoli
- Mariglianella
- Marigliano
- Massa Lubrense
- Massa di Somma
- Melito di Napoli
- Meta
- Monte di Procida
- Mugnano di Napoli

## N
- Naples
- Nola

## O
- Ottaviano

## P
- Palma Campania
- Piano di Sorrento
- Pimonte
- Poggiomarino
- Pollena Trocchia
- Pomigliano d'Arco
- Pompei
- Portici
- Pouzzoles
- Procida

## Q
- Qualiano
- Quarto

## R
- Roccarainola

## S
- San Gennaro Vesuviano
- San Giorgio a Cremano
- San Giuseppe Vesuviano
- San Paolo Bel Sito
- San Sebastiano al Vesuvio
- San Vitaliano
- Sant'Agnello
- Sant'Anastasia
- Sant'Antimo
- Sant'Antonio Abate
- Santa Maria la Carità
- Saviano
- Scisciano
- Serrara Fontana
- Somma Vesuviana
- Sorrente
- Striano

## T
- Terzigno
- Torre Annunziata
- Torre del Greco
- Trecase
- Tufino

## V
- Vico Equense
- Villaricca
- Visciano
- Volla